# Roger Tréville
Pour les articles homonymes, voir Tréville.
Roger Troly dit Roger Tréville, né le 27 novembre 1902 dans le 8e arrondissement de Paris et mort le 27 septembre 2005 à Beaumont-du-Périgord, est un acteur français.
Il doublait régulièrement les acteurs Robert Mitchum et James Stewart.

## Biographie
Il est le fils de Georges Tréville, lui aussi acteur au théâtre et au cinéma.
À sa mort survenue à l'âge de 102 ans, il est crématisé à Notre-Dame-de-Sanilhac et ses cendres sont dispersées à Saint-Capraise-de-Lalinde (Dordogne).

## Filmographie
- 1918 : Les Grands de Georges Denola
- 1921 : Married Life de Georges Tréville  - (Charles Dawson)
- 1921 : The Rotters de A.V Bramble - (Percy Clugson)
- 1922 : Sinister Street de George Beranger  - (Georges Ayliff)
- 1925 : Jack de Robert Saidreau
- 1927 : Cousine de France de Gaston Roudès
- 1930 : Mon cœur incognito de Manfred Noa et André-Paul Antoine
- 1930 : Mon gosse de père - (The Parisian), pour la version anglaise  de Jean de Limur - (Gérard) et (Gérald, dans la version anglaise)
- 1930 : Au coin perdu de Robert Péguy - court métrage -
- 1931 : Nuits de Venise de Robert Wiene et Pierre Billon
- 1931 : Durand contre Durand de Eugène Thiele et Léo Joannon - (Max Durand)
- 1931 : Son Altesse l'amour de Erich Schmidt et Robert Péguy - (Fred Leroy)
- 1931 : Grains de beauté de Pierre Caron - (Jacques)
- 1931 : Je t'adore, mais pourquoi? de Pierre Colombier - (le jeune homme)
- 1932 : Enlevez-moi de Léonce Perret - (René Dargelle)
- 1932 : Mirages de Paris de Fédor Ozep - (François)
- 1932 : Vous serez ma femme de Serge de Poligny - (le jeune homme)
- 1933 : Bach millionnaire de Henry Wulschleger - (le marquis de Sandray)
- 1934 : La Caserne en folie de Maurice Cammage
- 1934 : Minuit, place Pigalle de Roger Richebé  - (Pierre)
- 1934 : Le Voyage imprévu - (Runaway ladies), pour la version anglaise  de Jean de Limur - (Georges), dans les deux versions
- 1934 : Surprise partie de Marc Didier - court métrage -
- 1935 : Monsieur Prosper de Robert Péguy - court métrage -
- 1935 : Parlez-moi d'amour de René Guissart
- 1936 : Jacques et Jacotte de Robert Péguy  - (Jacques)
- 1936 : Les Maris de ma femme de Maurice Cammage
- 1936 : La Petite Dame du wagon-lit de Maurice Cammage - (Roger)
- 1936 : Le Champion de ces dames de René Jayet - (Ferdinand Poulard)
- 1939 : Le Chasseur de chez Maxim's de Maurice Cammage
- 1939 : Bach en correctionnelle de Henry Wulschleger
- 1949 : La Valse brillante de Jean Boyer - (Hubert de Tiffauges)
- 1950 : Garou-Garou, le passe-muraille - (Mister Peek-a-Boo), dans la version anglaise - de Jean Boyer - (Félix Burdin)
- 1950 : Le Gantelet vert - (The green glove) de Rudolph Maté - (L'inspecteur Faubert)
- 1950 : L'Anglais tel qu'on le parle de Jean Tedesco - moyen métrage -
- 1952 : Deux de l'escadrille de Maurice Labro
- 1954 : Escale à Orly de Jean Dréville - (Douglas Moore)
- 1954 : Rendez-vous avec Paris de Bernard Borderie - court métrage -
- 1956 : La mariée est trop belle de Pierre Gaspard-Huit - (M. Designy)
- 1956 : La Route joyeuse - (The happy road) de Gene Kelly - (le docteur Solaise)
- 1958 : Le Joueur de Claude Autant-Lara
- 1958 : À Paris tous les deux - (Paris holiday) de Gerd Oswald - (un patient)
- 1959 : Rue des prairies de Denys de La Patellière - (M. Pedrell)
- 1960 : Le Pavé de Paris de Henri Decoin - (le banquier)
- 1962 : Ponce Pilate - (Ponzio Pilato) de Gian Paolo Callegari et Irving Rapper - (Aaron El Mesin)
- 1966 : Comment voler un million de dollars - (How to steal a Million) de William Wyler - (un actionnaire)
- 1967 : En votre âme et conscience, épisode : L'Affaire Dumollard de  Jean Bertho
- 1967 : Deux billets pour Mexico de Christian-Jaque - (un général américain)
- 1974 : À vous de jouer Milord, de Christian-Jaque (feuilleton TV) - (le monocle)

## Théâtre
- Octobre 1925 : Mon gosse de père de Léopold Marchand, Théâtre Michel
- Janvier 1928 : Yes de Pierre Soulaine, Albert Willemetz, Robert Bousquet, René Pujol, musique Maurice Yvain, Théâtre des Capucines
- 1929 : Le Train fantôme de Arnold Ridley, mise en scène Madeleine Geoffroy, Théâtre de la Madeleine
- 1930 : Langrevin père et fils de Tristan Bernard, mise en scène Jacques Baumer, Théâtre des Nouveautés
- 1933 : La Chauve-Souris opérette de Johann Strauss d'après Henri Meilhac et Ludovic Halévy, mise en scène Max Reinhardt, Théâtre Pigalle
- 1941 : La reine s'amuse d'André Barde et Charles Cuvillier, Théâtre Pigalle
- 1946 : Si je voulais de Paul Géraldy et Robert Spitzer, Théâtre de la Michodière
- 1948 : K.M.X labrador de et mise en scène Jacques Deval, Théâtre de la Michodière
- 1948 : Les Enfants d'Edouard de Frederic Jackson et Roland Bottomley, adaptation Marc-Gilbert Sauvajon, mise en scène Jean Wall, Théâtre Edouard VII
- 1949 : La Soif de Henry Bernstein, Théâtre des Ambassadeurs
- 1951 : La Soif de Henri Bernstein, Théâtre des Célestins, tournée Karsenty
- 1953 : La Feuille de vigne de Jean Bernard-Luc, mise en scène Pierre Dux, Théâtre des Célestins
- 1954 : La Manière forte de Jacques Deval, mise en scène de l'auteur, Théâtre de l'Athénée
- 1958 : La Brune que voilà de Robert Lamoureux, mise en scène de l'auteur, Théâtre des Variétés
- 1959 : La Brune que voilà de Robert Lamoureux, mise en scène de l'auteur, Théâtre des Célestins
- 1959 : Les croulants se portent bien de Roger Ferdinand, mise en scène Robert Manuel, Théâtre Michel
- 1960 : Le Signe de kikota de Roger Ferdinand, mise en scène Fernand Gravey, Théâtre des Nouveautés
- 1964 : Comment réussir dans les affaires sans vraiment se fatiguer de Frank Loesser et Abe Burrows, mise en scène Pierre Mondy, Théâtre de Paris

## Doublage

### Cinéma
- Robert Mitchum dans :
  - Lame de fond (1946) : Michael Garroway
  - Feux croisés (1947) : Sergent Peter Keeley
  - La Femme de l'autre (1947) : Paul Aubert
  - Le Paradis des mauvais garçons : (1952) : Nick Cochran
  - Un si doux visage (1952) : Frank Jessup
  - Les Indomptables (1952) : Jeff McCloud
  - Passion sous les tropiques (1953) : Russ Lambert
  - La Rivière sans retour (1954) : Matt Calder
  - Pour que vivent les hommes (1955) : Lucas Marsh
  - La Nuit du chasseur (1955) : Harry Powell
  - L'Homme au fusil (1955) : Clint Tollinger
  - L'Énigmatique Monsieur D (1956) : Dave Bishop
  - Bandido caballero (1956) : Richard Wilson
  - Torpilles sous l'Atlantique (1957) : Commandant Murrell
  - Dieu seul le sait (1957) : Caporal Allison
  - Flammes sur l'Asie (1958) : Major Cleve Saville
  - L'Aventurier du Rio Grande (1959) : Martin Brady
  - Le jour le plus long (1962) : Général Norman Cota
  - Deux sur la balançoire (1962) : Jerry Ryan
  - Madame Croque-maris (1964) : Rod Anderson Jr.
  - El Dorado (1966) : J.P. Harrah
- James Stewart dans :
  - Appelez nord 777 (1948) : P.J. McNeal
  - La Flèche Brisée (1949) : Tom Jeffords
  - Le Voyage fantastique (1951) : Theodore Honey
  - Sous le plus grand chapiteau du monde (1952) : Buttons
  - Fenêtre sur cour (1954) : L. B. « Jeff » Jeffries
  - L'Homme de la plaine (1955): Will Lockhart
  - Strategic Air Command (1955) : Lieutenant colonel Robert "Dutch" Holland
  - L'Homme qui en savait trop (1957) : Ben McKenna
  - Le Survivant des monts lointains (1957) : Grant McLaine (1er doublage)
  - Sueurs froides (1958) : John Ferguson
  - Commando de destruction (1960) : Major Baldwin
  - Les Deux Cavaliers (1961) : Shérif Guthrie McCabe
  - L'Homme qui tua Liberty Valance (1962) : Ransom Stoddard (1er doublage)
  - M. Hobbs prend des vacances (1962) : Roger Hobbs
  - Le Vol du Phœnix (1965) : Frank, le pilote
  - Les Prairies de l'honneur (1965) : Charlie Anderson (1er doublage)
  - Chère Brigitte (1965) : Pr Robert Leaf
  - Rancho Bravo (1966) : Sam Burnett
- Vittorio De Sica dans :
  - Pain, Amour et Fantaisie (1953) : le maréchal Carotenuto
  - Madame de... (1953) : le baron Fabrizio Donati
  - Dommage que tu sois une canaille (1954) : Vittorio Stoppiani
  - Quelques pas dans la vie (1954) : Don Corradino
  - Les Week-ends de Néron (1956) : Senèque
  - L'Adieu aux armes (1957) : le major Alessandro Rinaldi
  - Le Général Della Rovere (1959) : Emanuele Bardone / le colonel Grimaldi / le général Della Rovere
  - Les Mille et Une Nuits (1961) : le génie
- Wilfrid Hyde-White dans :
  - Le Milliardaire (1960) : George Wales
  - Le Paradis des monte-en-l'air (1960) : Soapy Stevens
  - La Doublure du général (1961) : Colonel Somerset
  - My Fair Lady (1964) : Colonel Hugh Pickering
  - Opération Marrakech (1966) : Arthur Fairbrother
  - Syndicat du meurtre (1968) : Billings-Browne
- Hugh Marlowe dans :
  - Ève (1950) : Lloyd Richards
  - Les Forbans de la nuit (1950) :  Adam Dunne
  - Le Jour où la Terre s'arrêta (1951) : Tom Stevens
  - Courrier diplomatique (1952) : le narrateur
  - Le Jardin du diable (1954) : John Fuller
- Oliver Hardy dans :
  - Bons pour le service (1935) : Ollie (1er doublage)
  - Les Conscrits (1939) : Ollie
  - Maîtres de ballet (1943 ) Lui-même
  - Le Bagarreur du Kentucky (1949) : Will Paine
- Randolph Scott dans :
  - Les Desperados (1943) : le shérif Steve Upton
  - Du sang sur la piste (1947) : Bat Masterson
  - Far West 89 (1948) : Vance Cordell
- Cary Grant dans :
  - Deux sœurs vivaient en paix (1945) : Dick Nugent
  - Elle et Lui  (1957) : Nickie Ferrante
  - Chérie, je me sens rajeunir (1962) : Barnaby Fulton
- James Gregory dans :
  - Matt Helm, agent très spécial (1966) : MacDonald
  - Bien joué Matt Helm (1966) : MacDonald
  - Matt Helm traqué (1967) : MacDonald
- Robert Ryan dans :
  - Les Professionnels (1966) : Hans Ehrengard
  - La Bataille pour Anzio (1968) : Général Carson
  - La Horde sauvage (1969) : Deke Thornton
- John Hoyt dans :
  - Jules César (1953) : Decius Brutus
  - Spartacus (1960) : l'officier romain Caius
- Michael Rennie dans :
  - Prince Vaillant (1954) : le narrateur
  - Le Troisième Homme sur la montagne (1959) : le capitaine John Winter
- Gilbert Roland dans :
  - Le Trésor de Pancho Villa (1955) : le colonel Juan Castro
  - Le Tour du monde en quatre-vingts jours (1956) : Achmed Abdullah
- Harry Andrews dans :
  - Un brin d'escroquerie (1960) : le capitaine G. Graham
  - Enfants de salauds (1969) : le brigadier général Blore
- Maurice Denham dans :
  - Les Héros de Télémark (1965) : le docteur
  - Attaque sur le mur de l'Atlantique (1968) : le contre-amiral Sir Frederick Grafton
- Anthony Dawson dans :
  - Le Gentleman de Londres (1966) : Tony, le patron anglais du casino
  - La Gloire des canailles (1967) : le colonel américain
- 1947 : Le Miracle de la 34e rue : le docteur Pierce (James Seay)
- 1948 : Bandits de grands chemins : Mark Lorimer (Frank Lovejoy)
- 1949 : Entrée illégale : l'homme du bar[Qui ?]
- 1951[4] : Le Sentier de l'enfer : Sam Quade / Sam Morrison (Dean Jagger)
- 1952 : Ivanhoé : Waldemar Fitzurse (Basil Sydney)
- 1952 : Chantons sous la pluie :  R.F. Simpson, le producteur (Millard Mitchell)
- 1952 : Le Roi pirate : Jan (Harry Lauter)
- 1952 : Miracle à Tunis : R. F. Hawkley (Larry Keating)
- 1952 : Scaramouche : Doutreval de Dijon (John Dehner)
- 1953 : Les Chevaliers de la Table ronde : Modred (Stanley Baker)
- 1953 : Les Frontières de la vie : Tom (Jerry Paris)
- 1954 : Attila, fléau de Dieu : le narrateur
- 1954 : Prince Vaillant : le maréchal de lice (Carleton Young)
- 1954 : Les Jeunes Années d'une reine : Sir John Conroy (Stefan Skodler)
- 1954 : Les Gens de la nuit : le lieutenant-colonel Stanways (John Horsley)
- 1954 : La Flamme pourpre : le colonel Aldridge (Anthony Bushell)
- 1955 : Sept Ans de réflexion (The Seven Year Itch) de Billy Wilder : Richard Sherman (Tom Ewell)
- 1955 : Papa longues jambes : Jervis Pendleton III (Fred Astaire)
- 1955 : Le Tigre du ciel : le 1er pilote instructeur (Dabbs Greer)
- 1955 : Mon premier amour : Karl Knesebeck (Hans Albers)
- 1955 : Le Cercle infernal : Dr Seger (Ben Wright)
- 1956 : Le Tour du monde en quatre-vingts jours : Denis Fallentin (Trevor Howard)
- 1956 : Sissi impératrice : le représentant du conseil de l'empereur François Joseph[Qui ?]
- 1956 : L'Homme au complet gris : Gordon Walker (Arthur O'Connell)
- 1957 : Témoin à charge : Brogan-Moore (John Williams)
- 1957 : Violence dans la vallée de Thomas Carr : Adam Judson (Whit Bissel)
- 1958 : Les Racines du ciel : le professeur suédois Peer Qvist (Friedrich von Ledebur)
- 1959 : La Bataille de Marathon : Darius, Roi des Perses (Daniele Vargas)
- 1959 : Le Miroir aux alouettes : le metteur en scène[Qui ?]
- 1959 : La Vengeance du Sarrasin : le gouverneur (Michele Malaspina)
- 1959 : South Pacific : Emile (Rossano Brazzi)
- 1959 : Tout près de Satan : Karl Wintz (Jeff Chandler)
- 1961 : Les Mongols : le grand maître des templiers (Vittorio Sanipoli)
- 1961 : Les Horaces et les Curiaces : le narrateur
- 1961 : Le Zinzin d'Hollywood : M. Greenbach (Milton Frome)
- 1961 : Mon séducteur de père : MacKenzie Savage (Charles Ruggles)
- 1962 : James Bond 007 contre Dr. No : Dr Julius No (Joseph Wiseman) et John Strangways (Tim Moxon (en))
- 1962 : Compagnon d'aventure : James Haggin (Walter Pidgeon)
- 1963 : Cléopâtre : Jules César (Rex Harrison)
- 1963 : La Panthère rose : Tucker (Colin Gordon)
- 1963 : Le Lit conjugal : Don Giuseppe (Pietro Tattanelli)
- 1963 : La Souris sur la Lune : le délégué britannique (John Le Mesurier)
- 1964 : Mary Poppins : George Banks (David Tomlinson)
- 1964 : Feu sans sommation : Mitchell (Paul Bryar)
- 1964 : Point limite : la voix au téléphone de Jay[Qui ?]
- 1964 : Constance aux enfers : Sartori (Georges Rigaud)
- 1965 : Première Victoire : l'amiral Kimmel (Franchot Tone)
- 1965 : Ces merveilleux fous volants dans leurs drôles de machines : Tremayne Gascoyne (William Rushton)
- 1965 : La Fabuleuse Aventure de Marco Polo : un créancier ayant prêté de l'argent à la famille Polo[Qui ?]
- 1965 : Station 3 : Ultra Secret : Dr Leonard Michchaelson (John Larkin)
- 1965 : Le Dollar troué : le capitaine nordiste du fort[Qui ?]
- 1965 : Comment tuer votre femme : Charles Firbank (Terry-Thomas)
- 1966 : Le Chevalier de Maupin : le musicien jouant du clavecin[Qui ?]
- 1966 : Khartoum : Lord Hartington (Hugh Williams)
- 1966 : Georgy Girl : James Leamington (James Mason)
- 1966 : Technique d'un meurtre : Dr George Goldstein / Frank Secchy (José Luis de Vilallonga)
- 1966 : Deux Minets pour Juliette ! : le commentateur de la BBC (Maurice Dallimore)
- 1966 : Tonnerre sur l'océan Indien : le gouverneur Malartic (Tomás Blanco)
- 1966 : Arrivederci baby : monsignore Piscalli[Qui ?]
- 1967 : La Nuit des généraux : le colonel informant le major Grau de sa mutation[Qui ?]
- 1967 : L'Ombre d'un géant : l'ambassadeur britannique (Michael Hordern)
- 1967 : Le Jardin des tortures : Mike Charles (David Bauer (en)) et Edgar Allan Poe (George Wallace)
- 1967 : Superman le Diabolique : le commissaire à l'énergie nucléaire[Qui ?]
- 1968 : Le Baiser papillon : le directeur des pompes funèbres (Grady Sutton)
- 1968 : Évasion sur commande : le général Mayhew (John Williams)
- 1968 : Funny Girl : le juge (Freeman Lusk)
- 1969 : Le Plus Grand des Hold-up : le révérend Simms (Grady Sutton) et Duffy le 1er garde (Bob Steele)
- 1969 : Avant que vienne l'hiver : le brigadier Bewley (Anthony Quayle)
- 1969 : Pendulum, la Nuit sans témoin : le sénateur Augustus Cole (Paul McGrath)
- 1970 : L'Ange et le Démon : M. Londonderry (Trevor Howard)
- 1970 : L'Exécuteur : M. Gray[Qui ?]
- 1975 : Rosebud : Lord Carter (Peter Lawford)

### Télévision
- 1959 : Destination Danger : Stashig (Warren Mitchell) - épisode Cherchez la femme
- 1960 : Bonanza : Lord Marion Dunsford (Edward Ashley) - épisode Le Dernier Trophée
- 1964-1971 : Ma sorcière bien-aimée : Albert Kravitz (George Tobias) - 2e voix
- 1968 : Le comte Yoster a bien l'honneur - épisode Rien ne va plus
- 1968-1970 : Hawaï police d'État : le gouverneur (Richard Denning) - 4 épisodes